# 카밀로 카보우르 거리

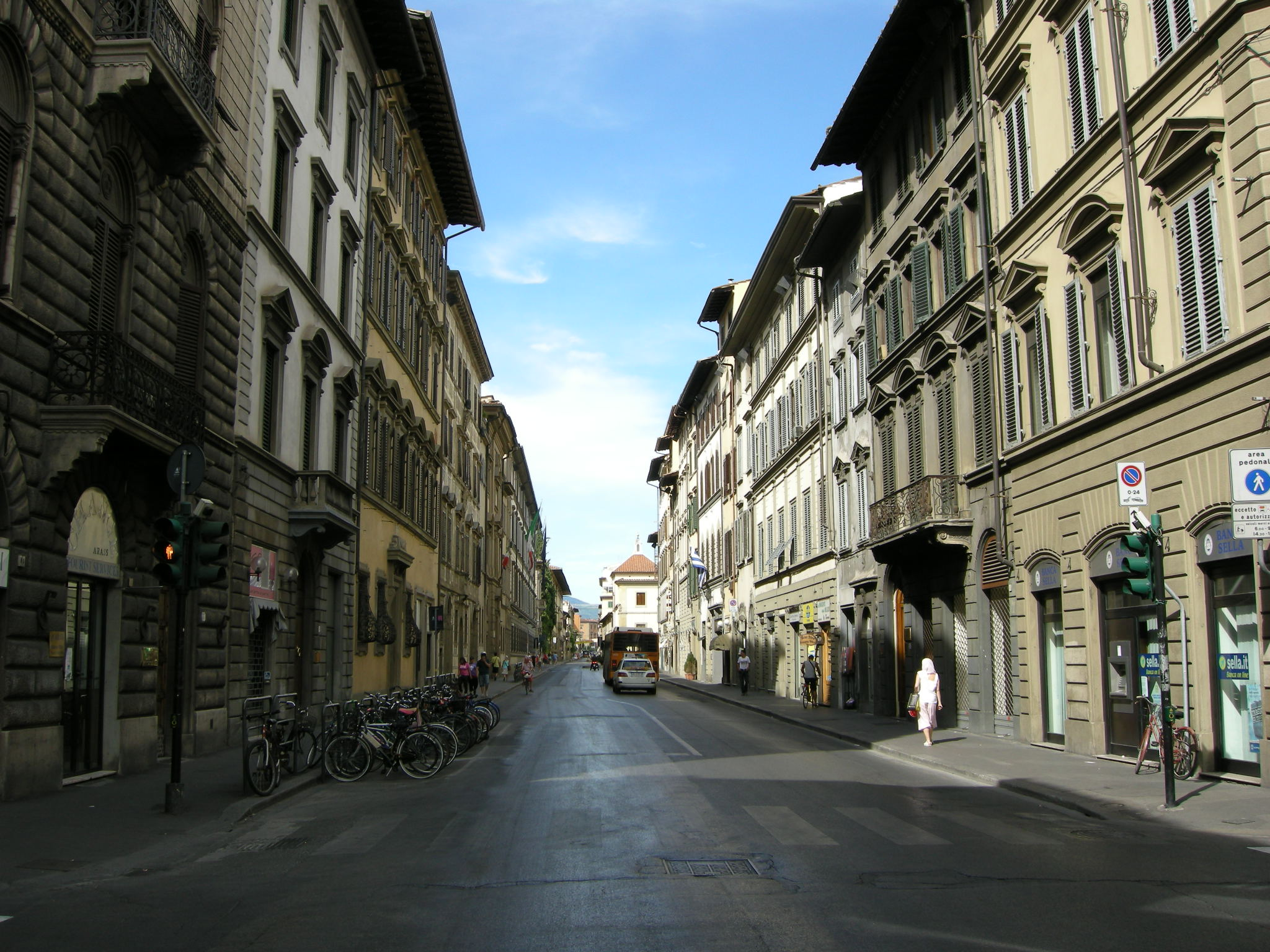
카보우르 거리

카밀로 카보우르 거리(이탈리아어: Via Camillo Cavour)는 이탈리아 도시 피렌체의 역사 지구의 북쪽 지역 주요 거리 중 하나이다. 1861년 '라르가 거리' (Via Larga)와 '레오폴도 거리' (Via Leopoldo, 리베르타 광장까지 이어지며, 같은 시기 카보우르 광장으로 개명됨) 등 오래된 거리 두 곳에서 조성되었으며, 카밀로 카보우르가 사망한 지 11일째 되던 1861년 6월 17일에 그의 이름에서 붙여졌다.

## 참고 문헌
- Francesco Cesati, La grande guida delle strade di Firenze, Newton Compton Editori, Roma 2003.